# Кветно
Кветно (пол. Kwietno, нім. Blumenrode) — село в Польщі, у гміні Мальчиці Сьредського повіту Нижньосілезького воєводства.
Населення — 386 осіб (2011).
У 1975-1998 роках село належало до Вроцлавського воєводства.

## Демографія
Демографічна структура станом на 31 березня 2011 року:
|          | Загалом | Допрацездатний вік | Працездатний вік | Постпрацездатний вік |
| -------- | ------- | ------------------ | ---------------- | -------------------- |
| Чоловіки | 210     | 38                 | 154              | 18                   |
| Жінки    | 176     | 30                 | 113              | 33                   |
| Разом    | 386     | 68                 | 267              | 51                   |